# Культура США

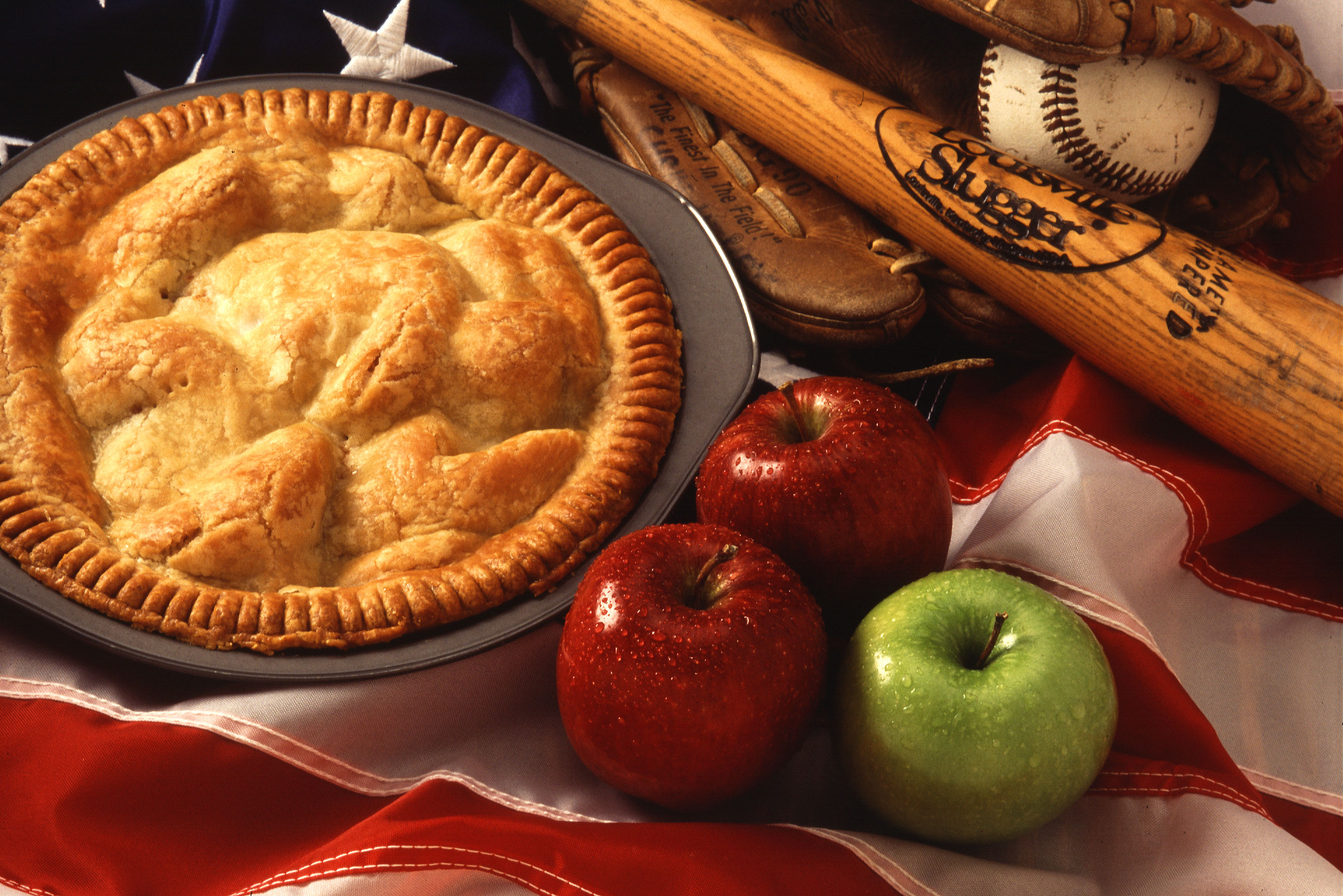
Символи американської культури: яблучний пиріг, бейсбол, американський прапор

Культура Сполучених Штатів Америки — західна культура, яка спочатку розвивалася під значним впливом європейської культури. Вона почала розвиватись задовго до того, як Сполучені Штати стали країною, зі своїм неповторними соціальними і культурними характеристиками, такі як діалект, музика, мистецтво, соціальні звички, кухня та фольклор. Сполучені Штати Америки етнічно і расово різноманітна країна унаслідок великомасштабної імміграції з різних країн протягом всієї своєї історії.

## Кухня
Американська кухня найбільш повно відбиває менталітет всієї американської нації і характеризується раціоналістичністю, стандартизованістю й масовістю. Її основними продуктами стали консерви, пресерви, ковбасні вироби, бутерброди і готові напої, найчастіше холодні: віскі, пиво, коктейлі, соки. Лише деякі гарячі страви швидкого готування, зручні для стандартизації порцій і цін, допускалися в цю кухню: стейки, бургери, сосиски, яєчня. Чай, що вимагає особливих умов заварювання, ставав незручним у цьому «потоці», тому неминуче втрачав якість, і зрештою його майже повністю витіснила кава. Однак, ці тверді правила пом'якшувалися тим, що в США паралельно зберігалися і культивувалися національні кухні, зокрема італійська, китайська і японська. Типові страви: гамбургер, яблучний пиріг, стейк, морозиво, хот-дог, смажена курка, картопля фрі, кока-кола.

## Образотворче мистецтво
Визначні американські митці: фотографи Ансель Адамс, Доротея Ланж, Сінді Шерман, художники Гілберт Стюарт, Джон Джеймс Одюбон, Томас Гарт Бентон, Альберт Бірштадт, Мері Кассат, Фредерік Едвін Черч, Томас Коул, Едвард С. Кертіс, Річард Дібенкорн, Томас Ікінс, Гелен Франкенталер, Аршиль Горкі, Марсден Гартлі, Ел Гіршфельд, Ганс Гофманн, Вінслоу Хомер, Джорджія О'Кіф, Лі Краснер, Франц Клайн, Віллем де Кунінг, Рой Ліхтенштейн, Моріс Луїс, Джон Марін, Агнес Мартін, Джексон Поллок, Ман Рей, Роберт Раушенберг, Марк Ротко, Альберт Пінкгем Райдер, Енді Воргол, Ендрю Ваєт, художниця татуювання Мод Вагнер, скульптори Олександр Колдер, Девід Сміт, Френк Стелла, ілюстратори Фредерік Ремінгтон, Норман Роквелл, Ньюелл Конверс Вайєт, дизайнер Луїс Комфорт Тіффані, Френк Ллойд Райт.
США володіють надзвичайно багатими колекціями власне американського мистецтва у зібраннях Музею сучасного мистецтва, Музею Соломона Гуггенхайма в Нью-Йорку (останній має філії у Лас-Вегасі, Венеції, Берліні, Іспанії, ОАЕ, Мексиці та Литві), Музею Хіршхорна у Вашингтоні, Музеї сучасного мистецтва у Сан-Франциско. Найбагатші колекції зразків закордонного мистецтва представлені у Метрополітен-музеї в Нью-Йорку, Художньому інституті Чикаго, Бостонському музеї образотворчих мистецтв, а також у музеях Сан-Франциско, Філадельфії, Х'юстона тощо.

## Художня література

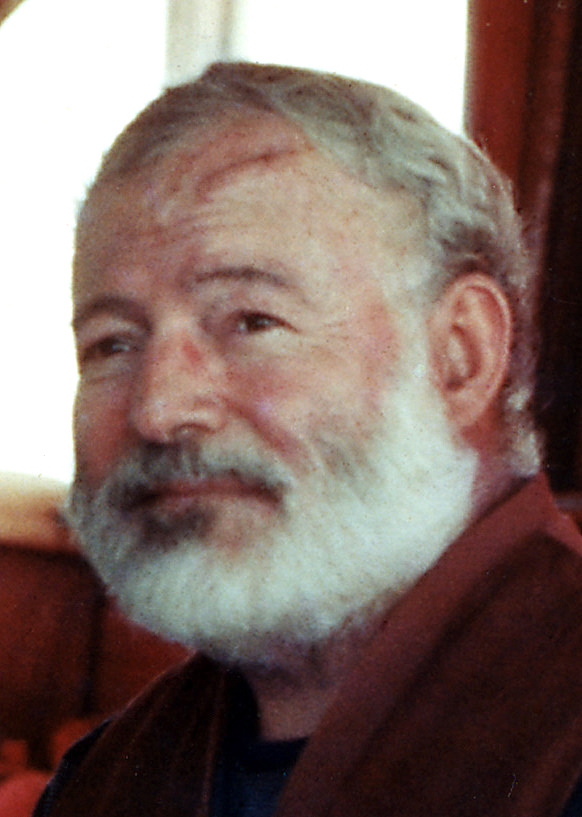
Ернест Хемінгуей

Внесок у світову літературу 19 і 20 століть здійснили такі американські письменники: Джеймс Фенімор Купер (романи «Останній з могікан», «Звіробій»), Герман Мелвілл (роман «Мобі Дік»), один із засновників детективного жанру в літературі Едгар Аллан По, Генрі Водсворт Лонгфелло (автор «Пісні про Гайавату»), Марк Твен (романи «Пригоди Тома Соєра», «Пригоди Гекльберрі Фінна»), майстер жанру оповідання О. Генрі, Теодор Драйзер (автор «Трилогії бажання»: романи «Фінансист», «Титан» і «Стоїк»), близька до кубізму поетеса і прозаїк Гертруда Стайн, нобелівський лауреат 1954 року та пулітцерівський лауреат Ернест Хемінгуей (романи «Прощавай, зброє!», «По кому дзвонить дзвін», повість «Старий і море»), новеліст Джон Дос Пассос (автор «Трилогії США»), Вільям Сароян (романи «Людська комедія», «Мамо, я тебе люблю», «Пригоди Веслі Джексона»), нобелівський лауреат 1949 року і двічі лауреат Пулітцерівської премії Вільям Фолкнер (роман «Галас і шаленство»), нобелівський лауреат 1962 року Джон Стейнбек (романи «Грона гніву» та «Про Людей та Мишей»), поети модерніст Езра Паунд, нобелівський лауреат Томас Стернз Еліот, Волт Вітмен (автор збірки «Листя трави»), драматурги нобелівський лауреат та володар 4 Пулітцерівських премій Юджин Гладстоун О'Нілл, Теннессі Вільямс (відомий, перш за все, за «Трамвай на ймення Бажання»).

## Кінематограф і музика

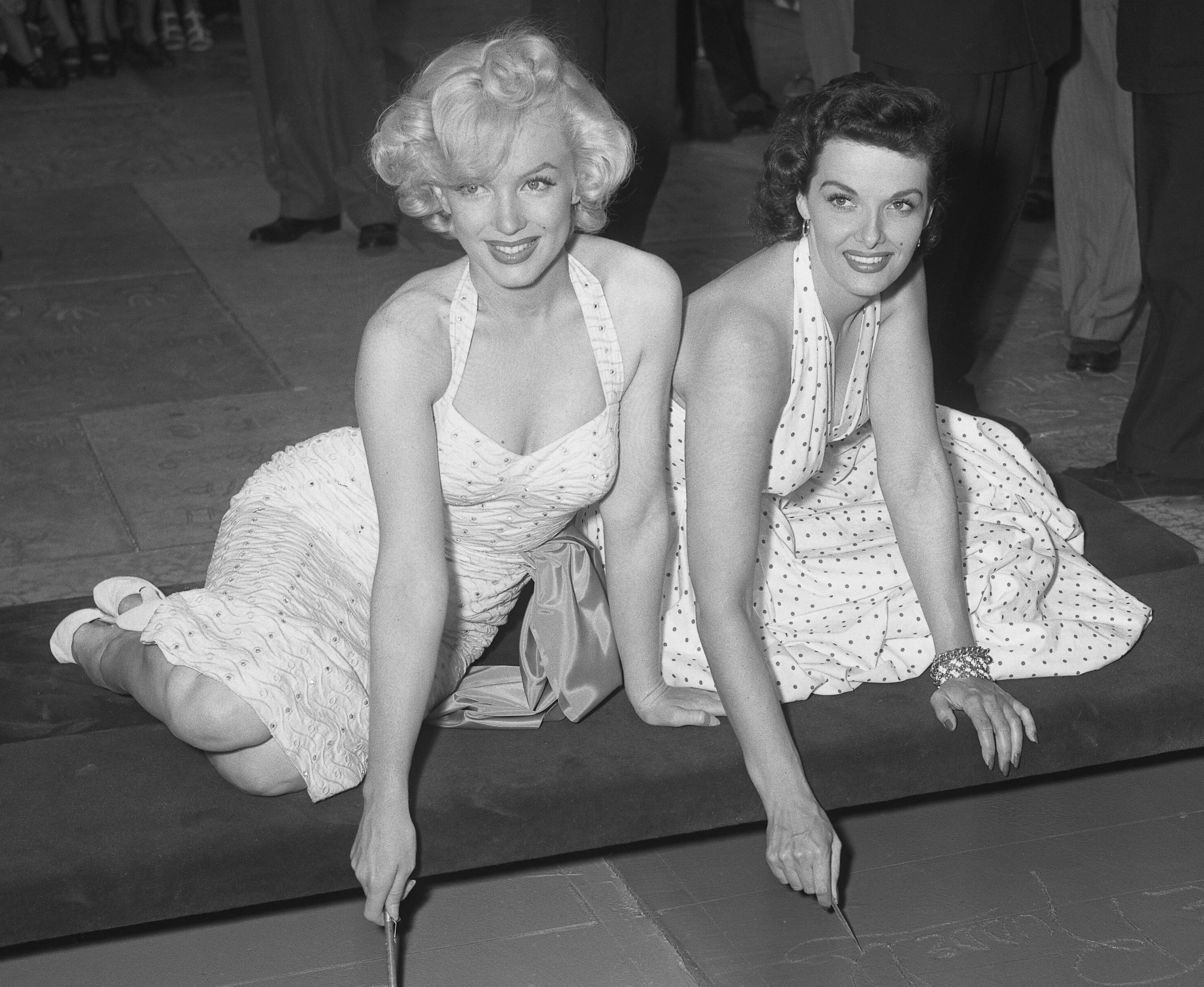
Американські кінодіви Мерилін Монро та Джейн Рассел

Знамениті кіностудії в Голлівуді (північно-західний район міста Лос-Анджелес, штат Каліфорнія) та американські кінозірки Одрі Гепберн, Джон Вейн, Мерилін Монро тощо багато в чому визначили напрямки світового кінематографа 20 століття. Нині діють численні кіностудії, найвідоміші серед них: 20th Century Fox, Columbia Pictures, DreamWorks, Metro-Goldwyn-Mayer, Miramax Films, New Line Cinema, Paramount Pictures, Sony Pictures Entertainment, Universal Studios та Warner Brothers. Найвідоміші мультиплікатори США — Walt Disney Pictures, студії Pixar і DreamWorks Animation.
США славляться своїм музичним мистецтвом, вони стали батьківщиною блюзу, джазу, а також жанру мюзиклу. Видатні американські композитори: Аарон Копленд, Джордж Гершвін, Леонард Бернстайн, один із найвідоміших хореографів 20 століття Джордж Баланчин, музиканти — Луї Армстронг, Біллі Холідей, Дюк Еллінгтон. Провідні симфонічні оркестри США діють у таких містах: Нью-Йорк, Філадельфія, Сан-Франциско, Клівленд, Лос-Анджелес, Чикаго, Бостон. Оперний театр Метрополітен-опера у Нью-Йорку один із найвідоміших у світі.

## Спорт
Бейсбол визнаний у Штатах як національний спорт ще з кінця XIX століття, в той час, як американський футбол — спорт, що збирає найбільшу глядацьку аудиторію. Баскетбол і хокей — два наступні найпопулярніші професійні командні спортивні ігри в Америці.
Американська олімпійська збірна традиційно є однією з найсильніших на іграх. Мільйони американців регулярно дивляться телевізійні трансляції олімпійських ігор, і багато тисяч приходять на стадіони, щоб повболівати за своїх співвітчизників, особливо якщо чергові ігри проходять в Америці (починаючи з 1904 року США проводили літні та зимові Олімпійські ігри 8 разів).

## Засоби масової інформації
Найбільші телевізійні компанії США — Columbia Broadcasting System (CBS), American Broadcasting Company (ABC), National Broadcasting Company (NBC) та Fox Broadcasting Company (FOX). У країні діє близько 10 400 систем кабельного телебачення, що охоплюють 66,8 млн передплатників.
Загальна кількість періодичних друкованих видань у США сягає 20,8 тисячі, серед них 10,8 тис. газет і 9,9 тис. журналів. Сумарний наклад газет становить близько 115,8 млн примірників. Найвпливовіші газети: The New York Times (укр. Нью-Йорк Таймс), Wall Street Journal (укр. Уолл-стріт джорнал), Washington Post (укр. Вашингтон пост), USA Today (укр. Ю-Ес-Ей Тудей), Los Angeles Times (укр. Лос-Анджелес таймс).

## Національні свята
В США святкують понад п'ять десятків знаменних дат історичного і релігійного характеру, але вони не є загальнонаціональними, оскільки відзначаються не в усіх штатах. Серед загальнонаціональних (федеральних) американських свят такі:

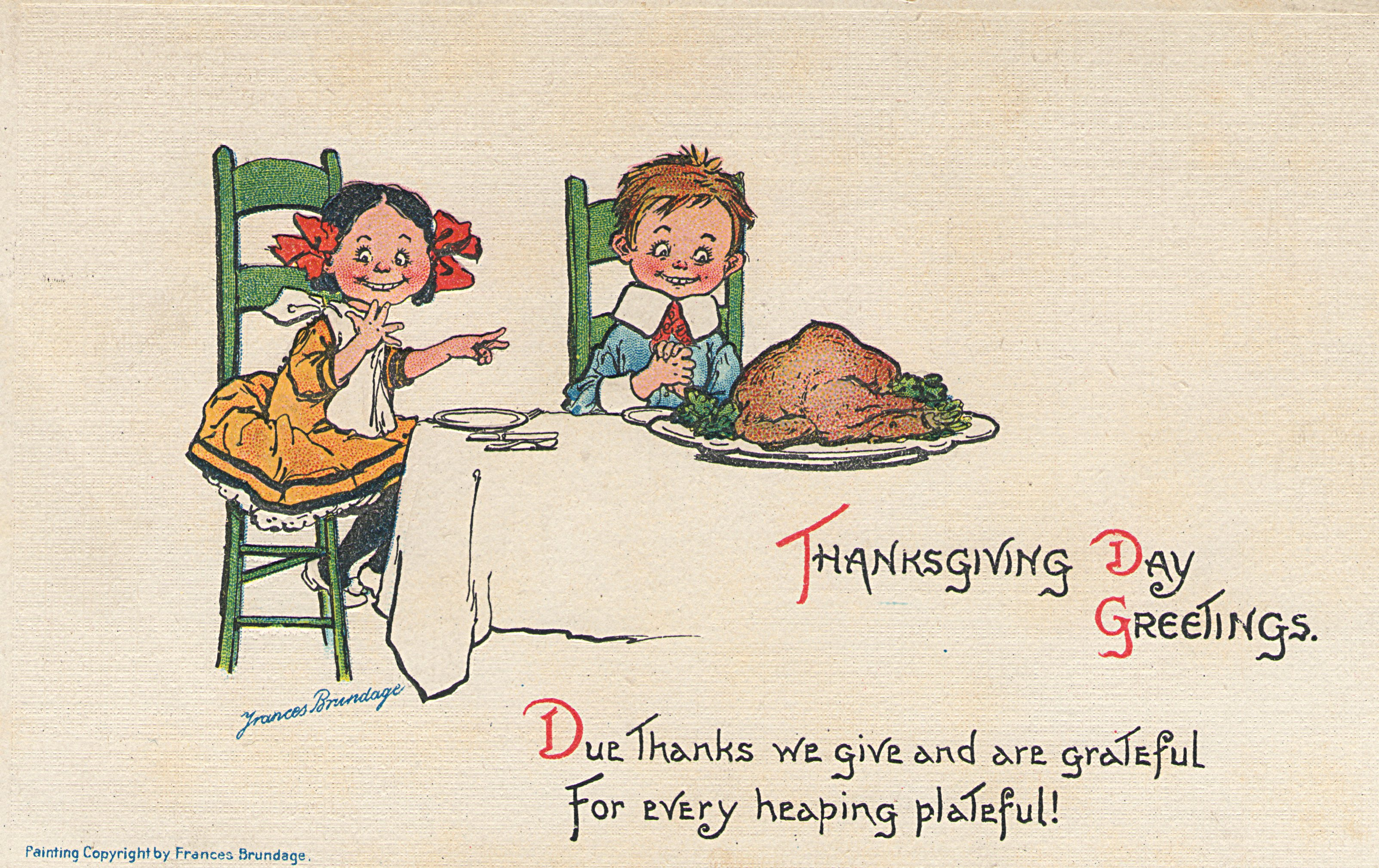
Листівка 1913 року із вітанням у День подяки

- 1 січня — Новий рік;
- перший понеділок січня — День народження Мартіна Лютера Кінга;
- 20 січня — День інавгурації;
- перший понеділок лютого — День народження Джорджа Вашингтона;
- останній понеділок травня — День пам'яті;
- 4 липня — День незалежності;
- перший понеділок вересня — День праці;
- другий понеділок жовтня — День Колумба;
- 11 листопада — День ветеранів, також відомий як День примирення;
- четвертий четвер листопада — День подяки;
- 25 грудня — Різдво.